# José Levi
José Levi Mello do Amaral Júnior (São Gabriel, 22 de junho de 1976) é um jurista brasileiro, professor da Faculdade de Direito da Universidade de São Paulo (USP) e membro da Advocacia-Geral da União (AGU), na carreira de procurador da Fazenda Nacional. Foi advogado-geral da União entre abril de 2020 e março de 2021.
Foi, também, ministro da Justiça do Brasil, em caráter interino, de fevereiro a março de 2017, e procurador-geral da Fazenda Nacional entre janeiro de 2019 e abril de 2020.

## Biografia

### Formação e atividade acadêmica
José Levi Mello do Amaral Júnior é mestre em Direito do Estado e Teoria do Direito pela Universidade Federal do Rio Grande do Sul (2001) e doutor em Direito do Estado pela Universidade de São Paulo (2003), da qual também é livre-docente em Direito Constitucional (2018), tendo cumprido estágios de pesquisa pós-doutoral na Universidade de Granada (2013) e na Universidade de Coimbra (2012-2013). Tornou-se, em 2008, professor de Direito Constitucional da Faculdade de Direito do Largo de São Francisco, da USP, Departamento de Direito do Estado, Área de Direito Constitucional. É, também, professor de pós-graduação do Centro de Ensino Unificado de Brasília (UniCEUB).
Sua área de atuação acadêmica é o Direito Constitucional, já tendo publicado livros e artigos sobre democracia, processo legislativo, medida provisória e controle de constitucionalidade.

### Carreira pública
Atuou na Casa Civil da Presidência da República, no governo Fernando Henrique Cardoso e começo do mandato de Lula, bem como na Secretaria de Fazenda do Estado de Minas Gerais, na gestão de Aécio Neves. Foi assessor especial de José Serra no governo de São Paulo e comandou a assessoria jurídica da Secretaria da Micro e Pequena Empresa da Presidência da República, na administração de Guilherme Afif Domingos, durante o governo Dilma Rousseff. Foi Consultor-Geral da União de junho de 2015 a maio de 2016, antes de assumir como Secretário-executivo do Ministério da Justiça, cargo que ocupou entre maio de 2016 e novembro de 2017.
Quando o ministro da Justiça Alexandre de Moraes se licenciou, em 7 de fevereiro de 2017, Amaral Júnior assumiu interinamente a titularidade da pasta, até a posse de Osmar Serraglio em 7 de março de 2017.
Procurador da Fazenda Nacional de carreira desde julho de 2000, foi Procurador-Geral Adjunto de Consultoria Tributária e Previdenciária da Procuradoria-Geral da Fazenda Nacional de 7 de fevereiro de 2018 a 3 de janeiro de 2019, quando foi nomeado para exercer o cargo de Procurador-geral da Fazenda Nacional.
Em 28 de abril de 2020, foi nomeado pelo presidente Jair Bolsonaro para o cargo de advogado-geral da União, sucedendo André Mendonça, e tomou posse no dia seguinte.
Em 29 de março de 2021, José Levi pediu exoneração da função de advogado-geral da União.